# Făurei (Brăila)
Făurei è una città della Romania di 4 114 abitanti, ubicata nel distretto di Brăila, nella regione storica della Muntenia.
Fanno parte dell'area amministrativa anche le località di Budeşti, Climeşti,  Micşuneşti.